# Le Cheylard
Le Cheylard är en kommun i departementet Ardèche i regionen Auvergne-Rhône-Alpes i sydöstra Frankrike. Kommunen ligger  i kantonen Le Cheylard som ligger i arrondissementet Tournon-sur-Rhône. År 2022 hade Le Cheylard 2 812 invånare.

## Befolkningsutveckling
Antalet invånare i kommunen Le Cheylard
Referens: INSEE

## Galleri

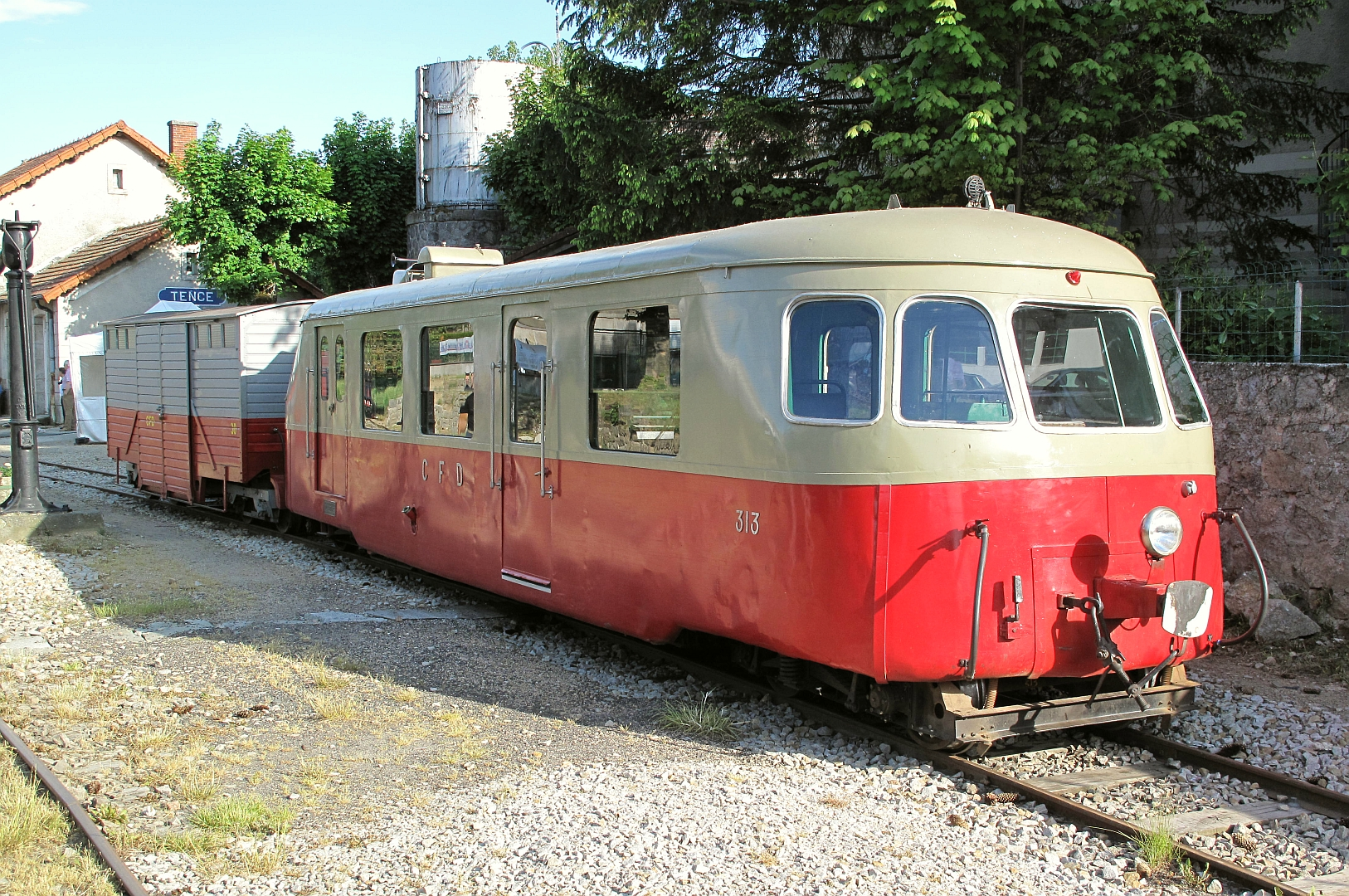
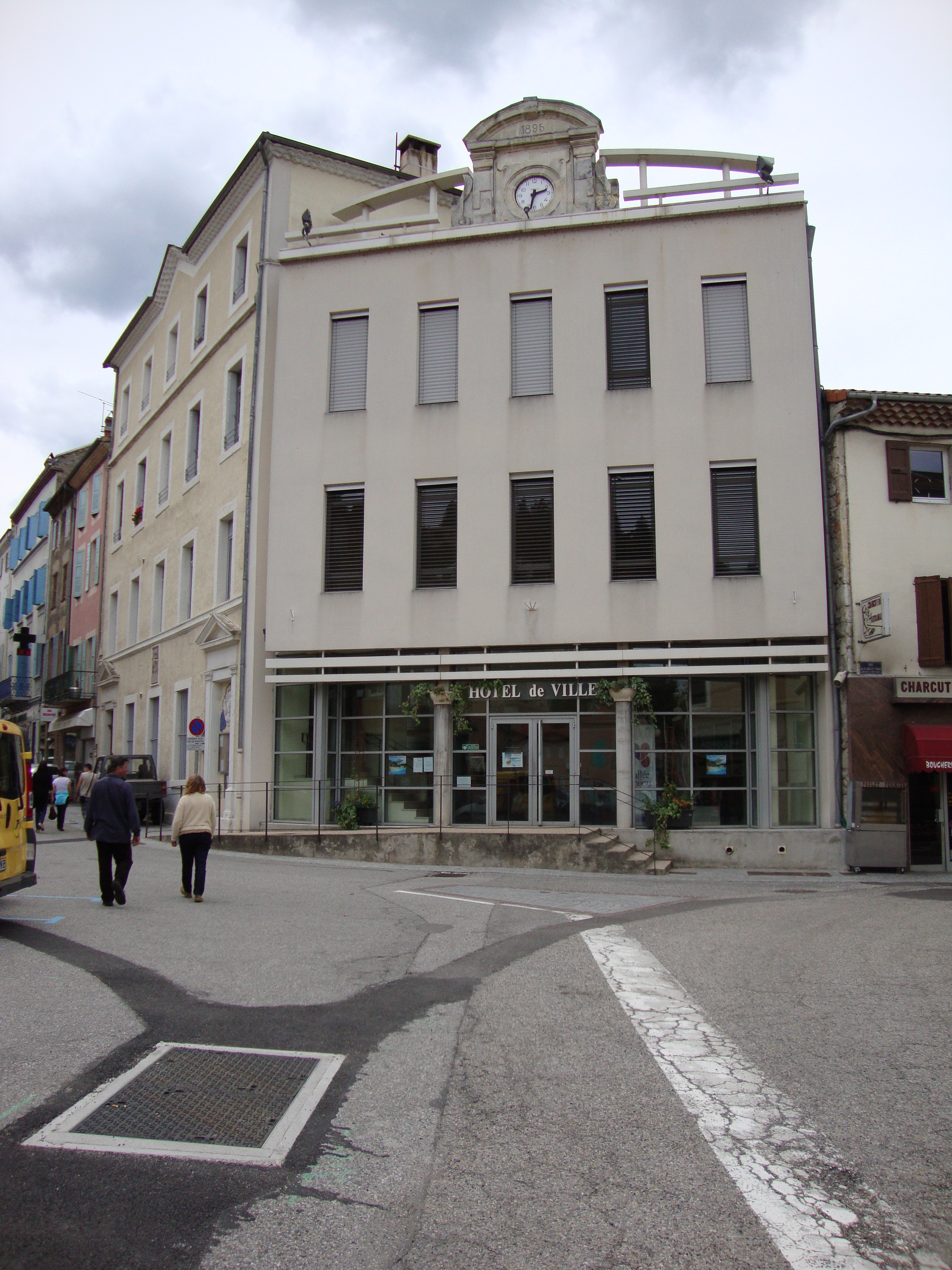
Rådhuset
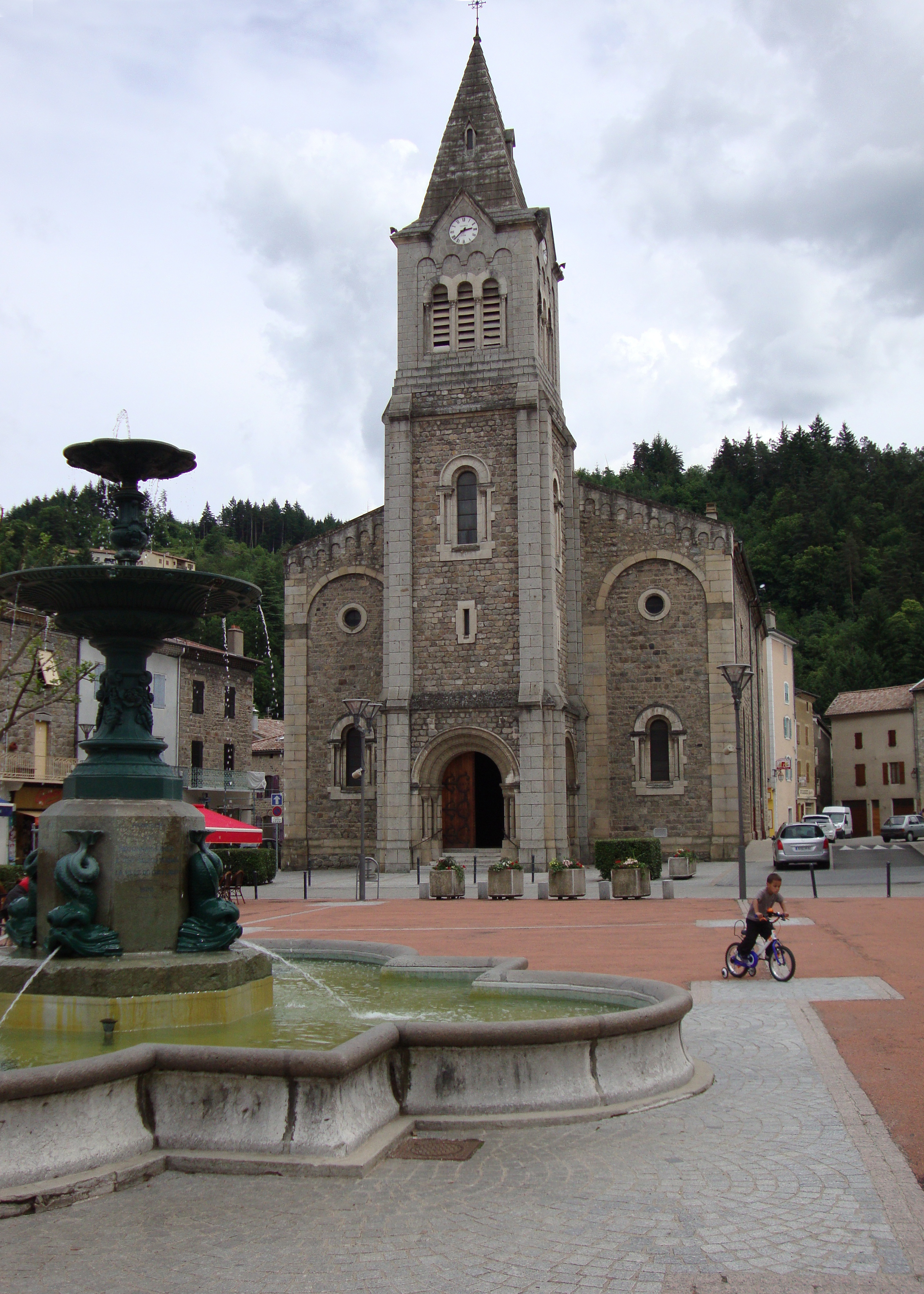
Kyrkan
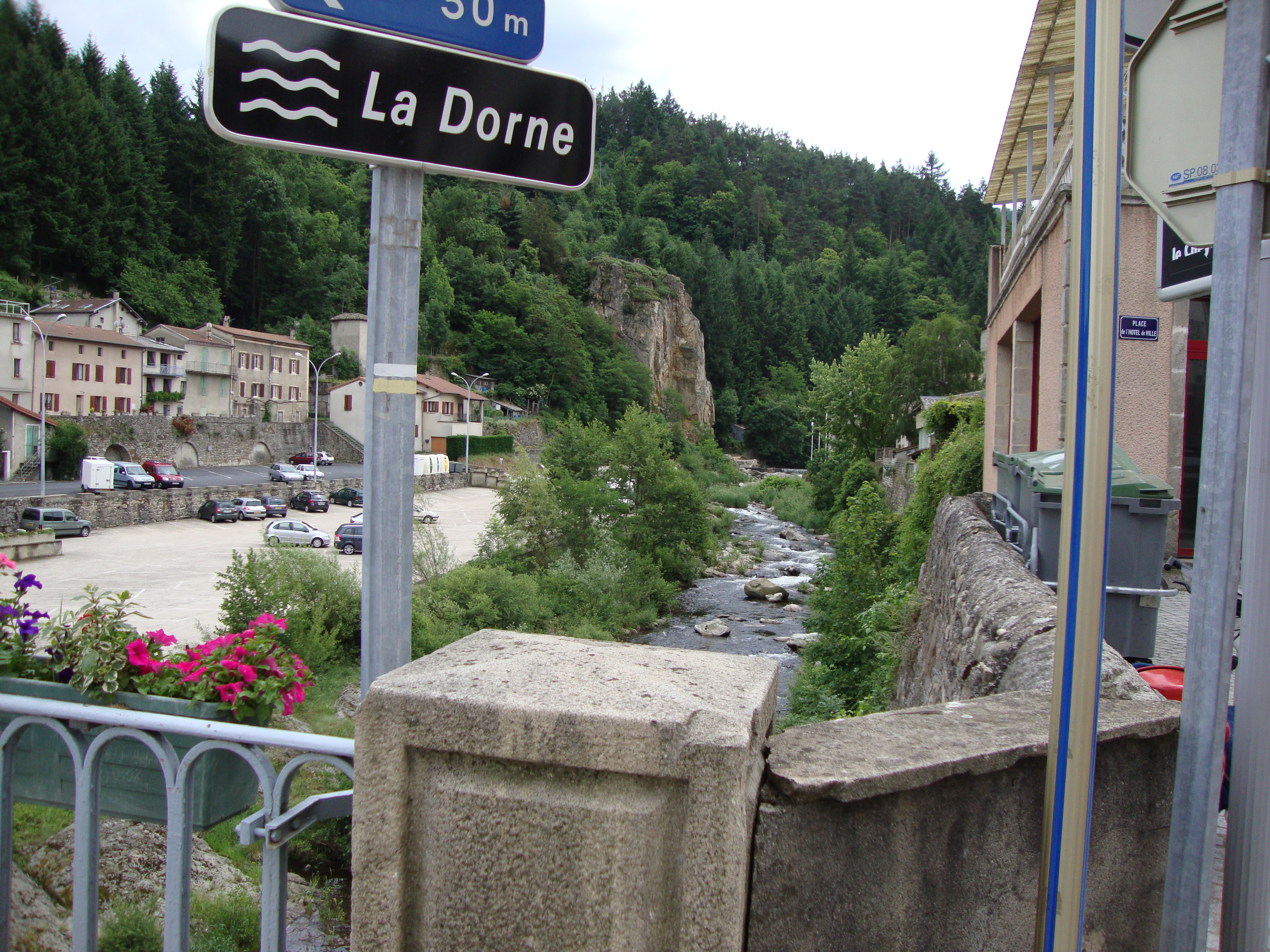